# Walburga Gmür
Walburga Gmür (née le 23 avril 1902 à Weimar, morte le 9 décembre 1974 à Darmstadt) est une actrice suisse.

## Biographie
Walburga Gmür est la fille du chanteur d'opéra suisse Rudolf Gmür et de son épouse, la chanteuse norvégienne Amélia Harloff. Elle fait ses débuts à côté d'Elisabeth Bergner et dans les théâtres d'Erwin Piscator. Elle fait des tournées en Allemagne, dans les Balkans et en Union Soviétique. Lorsqu'elle perd son emploi à cause de son opinion politique à l'arrivée du nazisme au pouvoir, elle revient en Suisse.
Elle est présente au Schauspielhaus de Zurich, au théâtre de Lucerne, au Bernhard-Theater ainsi qu'en tournée. Au cinéma, elle joue des seconds rôles ou de la figuration. Elle revient en Allemagne avec un engagement au théâtre de Darmstadt et au théâtre de Dortmund.
Walburga Gmür épouse en 1951 Max Haufler dont elle est la compagne depuis 1935. Le couple se sépare en 1964.

## Filmographie partielle
- 1922 : Mignon
- 1931 : L'Ennemi dans le sang
- 1938 : Le Règne de l'esprit malin
- 1939 : L'Or dans la montagne
- 1941 : Das Menschlein Matthias
- 1941 : Me mues halt rede mitenand, Emil!
- 1941 : Romeo und Julia auf dem Dorfe
- 1942 : De Chegelkönig
- 1942 : Der Schuss von der Kanzel
- 1944 : Marie-Louise
- 1947 : Meurtre à l'asile
- 1948 : Après la tourmente
- 1951 : Der Geist von Allenwil
- 1952 : Palace Hotel
- 1952 : Heidi
- 1953 : Die Venus von Tivoli
- 1955 : Heidi et Pierre
- 1955 : Polizischt Wäckerli
- 1956 : S’Waisechind vo Engelberg
- 1959 : Hinter den sieben Gleisen
- 1960 : Der Herr mit der schwarzen Melone
- 1960 : Anne Bäbi Jowäger – I. Teil: Wie Jakobli zu einer Frau kommt
- 1961 : Anne Bäbi Jowäger – II. Teil: Jakobli und Meyeli
- 1962 : Es Dach überem Chopf
- 1972 : Der Fall